# Slobidka, Iarmolînți
Slobidka (în ucraineană Слобідка) este un sat în comuna Vînohradivka din raionul Iarmolînți, regiunea Hmelnîțkîi, Ucraina.

## Demografie
Componența lingvistică a localității Slobidka
     Ucraineană (94,37%)
     Rusă (1,73%)
Conform recensământului din 2001, majoritatea populației localității Slobidka era vorbitoare de ucraineană (94,37%), existând în minoritate și vorbitori de rusă (1,73%).